# Marino Sanuto de Jongere

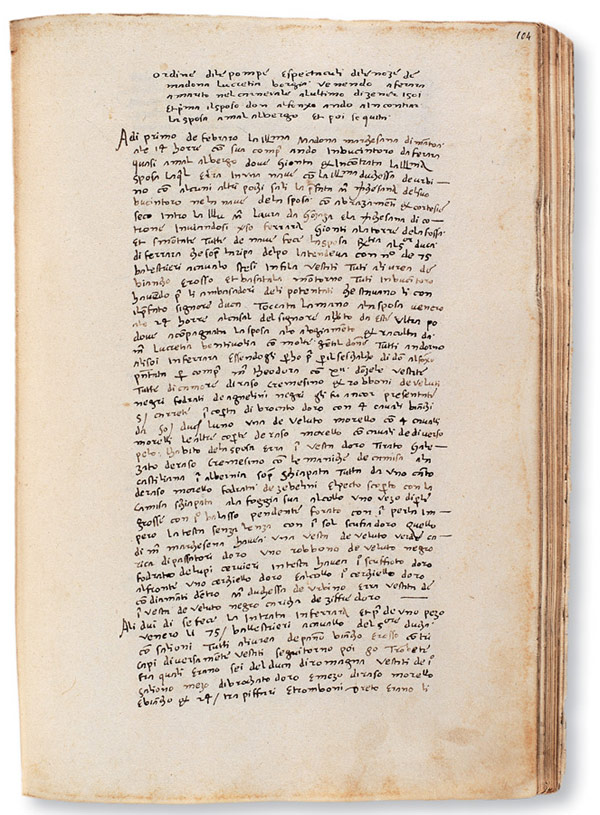
Handschrift van Marino Sanuto

Marino Sanuto de Jongere, achternaam ook wel geschreven als Sanudo (Venetië, 22 mei 1466 – aldaar, 4 april 1536) was een Venetiaans historicus.

## Biografie
Marino was een zoon van senator Leonardo Sanuto. Al op 10-jarige leeftijd werd hij wees en door het slechte beheer van de erfenis door zijn voogd ontbrak het Marino gedurende vele jaren aan financiële middelen. In 1483 vergezelde hij zijn neef Mario, die een van de drie sindici inquisitori -toezichthouders van de republiek- was, op een rondreis door Istrië en de provincies op het vasteland, waarbij Marino zijn ervaringen vastlegde in een dagboek. Op deze reis kwam hij in contact met verschillende geleerden en bestudeerde (en kopieerde) hij werken die hij in bibliotheken tegenkwam. Naar aanleiding van deze reis publiceerde hij zijn Itinerario per la terraferma veneziana en een verzameling van Latijnse inscripties.
Op basis van zijn verdiensten werd Marino op 20-jarige leeftijd gekozen als lid van de Maggior Consiglio, het hoogste regeringsorgaan van de republiek Venetië, waaruit de leden gekozen werden voor onder meer de senaat. In 1498 werd Marino senator. Alles wat er werd besproken tijdens bijeenkomsten schreef hij op en hij kreeg tevens toestemming om de geheime archieven van de republiek te bestuderen. Hij verzamelde een mooie bibliotheek, die in het bijzonder rijk was aan manuscripten en kronieken, zowel uit Venetië als daarbuiten, inclusief de beroemde Altino kroniek, de basis van de vroegste Venetiaanse geschiedschrijving. Hij werd bevriend met vele geleerden uit zijn tijd. Aldus Manutius vertrouwde aan Marino de werken van Angelo Poliziano toe alsook gedichten van Ovidius.
Het was een grote teleurstelling voor Marino toen Andrea Navagero aangesteld werd als de officiële historicus om de geschiedschrijving over Venetië te continueren. Ook na de dood van Navagero werd Marino gepasseerd, ditmaal door de benoeming van Pietro Bembo. Uiteindelijk werd in 1531 de waarde van Marino’s werk door de senaat erkend, waarvoor hij een jaarlijks pensioen van 150 gouden dukaten ontving. Marino overleed in 1536.

## Werken
Tot Marino’s belangrijkste werken behoren:
- Itinerario per la terraferma veneziana
- I commentari delta guerra di Ferrara: over de oorlog tussen de Venetianen en Ercole I d'Este
- La Spedizione di Carlo VIII.
- Le Vite dei Dogi
- Diarii: zijn belangrijkste werk. Zijn dagboek beslaat de periode van 1 januari 1496 tot september 1533 en bestaat uit 58 delen. Door de vele internationale betrekkingen van Venetië wordt zijn dagboek wel beschouwd als een universele kroniek, die een belangrijke bron van informatie vormt  voor alle schrijvers over die periode.

## Jodendom
Marino Sanuto speelde een belangrijke rol bij de oprichting van het eerste Joodse getto in Venetië en daarbuiten. In een in 1515 gehouden toespraak, een jaar voor de opening van het getto, liet hij zich negatief uit over de Joden: zij zouden misbruik maken van de situatie, doordat ze wisten dat hun hulp zeer hard nodig was tijdens de oorlogen die Venetië voerde.
- Bibsys: 4071138
- Biblioteca Nacional de España: XX1433175
- Bibliothèque nationale de France: cb12168174m (data)
- Catàleg d'autoritats de noms i títols de Catalunya: 981058512469906706
- CiNii: DA06269632
- Gemeinsame Normdatei: 11897002X
- International Standard Name Identifier: 0000 0001 1668 5815
- Library of Congress Control Number: n00029413
- Nationale bibliotheek van Australië: 36150692
- Nationale Bibliotheek van Israël: 987007298742605171
- Nationale en Universitaire bibliotheek Zagreb: 000056234
- Nederlandse Thesaurus van Auteursnamen: 071185445
- Réseau des bibliothèques de Suisse occidentale: 02-A003785730
- Istituto Centrale per il Catalogo Unico: VIAV002366
- SNAC: w6f007b7
- Système universitaire de documentation: 030219574
- TDVİA: sanudo-marino
- Trove: 1220649
- Virtual International Authority File: 71431194
- WorldCat: E39PBJB8mDRwWGdfFVDyyVkMT3